# Бушонг (Канзас)
Бушонг (англ. Bushong) — місто (англ. city) в США, в окрузі Лайон штату Канзас. Населення — 27 осіб (2020).

## Географія
Бушонг розташований за координатами 38°38′34″ пн. ш. 96°15′24″ зх. д. / 38.64278° пн. ш. 96.25667° зх. д. (38.642750, -96.256666).  За даними Бюро перепису населення США в 2010 році місто мало площу 0,39 км², уся площа — суходіл.

## Демографія
Згідно з переписом 2010 року, у місті мешкали 34 особи в 12 домогосподарствах у складі 10 родин. Густота населення становила 88 осіб/км².  Було 16 помешкань (41/км²).
Расовий склад населення:
| - 100,0 % — білих |

До двох чи більше рас належало 0,0 %. Частка іспаномовних становила 0,0 % від усіх жителів.
За віковим діапазоном населення розподілялося таким чином: 26,5 % — особи молодші 18 років, 64,7 % — особи у віці 18—64 років, 8,8 % — особи у віці 65 років та старші. Медіана віку мешканця становила 33,0 року. На 100 осіб жіночої статі у місті припадало 112,5 чоловіків;  на 100 жінок у віці від 18 років та старших — 108,3 чоловіків також старших 18 років.
Середній дохід на одне домашнє господарство  становив 25 590 доларів США (медіана — 28 125), а середній дохід на одну сім'ю — 25 590 доларів (медіана — 28 125). За межею бідності перебувало 9,5 % осіб, у тому числі 0,0 % дітей у віці до 18 років та 50,0 % осіб у віці 65 років та старших.
Цивільне працевлаштоване населення становило 12 особи. Основні галузі зайнятості: будівництво — 41,7 %, освіта, охорона здоров'я та соціальна допомога — 33,3 %, науковці, спеціалісти, менеджери — 25,0 %.